# Ferenc Keresztes-Fischer
Ferenc Keresztes-Fischer, född 18 februari 1881 i Pécs, död 3 mars 1948 i Wien, var en ungersk politiker. Han var Ungerns inrikesminister från den 24 augusti 1931 till den 4 mars 1935 och från den 13 maj 1938 till den 22 mars 1944.